# Harmonia Linea
L'Harmonia Linea è una struttura geologica della superficie di Europa.